# Aderus fuscofasciatus
Aderus fuscofasciatus é uma espécie de coleóptero pertencente à família Aderidae. Foi descrita cientificamente por George Charles Champion em 1916.

## Distribuição geográfica
Habita na América do Sul.